# Thomas Riley Marshall
Thomas Riley Marshall (14. března 1854, North Manchester, Indiana, USA – 1. června 1925, Washington, D.C.) byl americký politik Demokratické strany.
Byl guvernérem státu Indiana v letech 1909–1913. Od 4. března 1913 do 4. března 1921 byl 28. viceprezidentem USA ve vládě demokrata Woodrowa Wilsona. Stal se dalším americkým viceprezidentem USA, téměř po sto letech, kdo vykonával tento úřad dvě čtyřletá funkční období po sobě. Převzal ceremoniální záležitosti po záchvatu mrtvice prezidenta Woodrowa Wilsona, ale odmítal převzít exekutivu. Známým se stál výrokem: Co tahle země potřebuje, to je dobrý doutník za pět centů.